# Neoschildomyia fusca
Neoschildomyia fusca är en tvåvingeart som beskrevs av Stephen D. Gaimari 2007. Neoschildomyia fusca ingår i släktet Neoschildomyia och familjen tickflugor.
Artens utbredningsområde är Costa Rica. Inga underarter finns listade i Catalogue of Life.